# Parmenomorpha medioplagiata
Parmenomorpha medioplagiata là một loài bọ cánh cứng trong họ Cerambycidae.